# Elinton Andrade
Elinton Andrade (ur. 30 marca 1979 w Santa Maria) – brazylijski piłkarz występujący na pozycji bramkarza. Posiada portugalski paszport. Reprezentant Portugalii w piłce nożnej plażowej.

## Kariera

### Klubowa

#### Brazylia
Andrade jest wychowankiem szkółki dawnego słynnego brazylijskiego piłkarza Zico. Reprezentował barwy także innych brazylijskich klubów takich jak: CR Flamengo, Rio Claro FC, Bangu AC, Fluminense FC czy CR Vasco da Gama.

#### Ascoli Calcio
We włoskiej Serie A zagrał jedynie 3 występy w drużynie Ascoli Calcio.

#### Duque de Caxias
Wrócił do Brazylii mając nadzieję na regularne występy, niestety się zawiódł. Sprzedano go do Rumunii za 0,3mln euro.

#### Rapid Bukareszt
W Rapidzie zadebiutował w meczu ligowym przeciwko Oțelul Gałacz wchodząc w 46 minucie za Dănuța Comana. Rozegrał także dwa mecze w Pucharze UEFA, niestety jego drużyna odpadła z 1. FC Nürnberg przegrywając jedynie gorszym stosunkiem bramek. W sezonie 2007/2008 w Liga I zagrał 11 razy. W następnym sezonie znów zagrał w Pucharze UEFA tym razem z VfL Wolfsburg. Pierwszy mecz Rapid przegrał 1-0, a drugi zremisował 1-1 i ponownie odpadł. Stał się podstawowym bramkarzem Rapidu. Zdobył razem z drużyną z Bukaresztu Superpuchar Rumunii w 2007.

#### Olympique Marsylia
Do Marsylii przeszedł za 0,2 mln euro. W pierwszym sezonie był drugim bramkarzem, tuż za Steve’em Mandandą. W OM zadebiutował w wygranym meczu o Puchar Ligi Francuskiej przeciwko ASSE 13 stycznia 2010, natomiast w Ligue 1 debiut zaliczył 7 lutego 2010 z FC Valenciennes. W kwietniu 2010 przedłużył kontrakt do 2012. Z marsylczykami zdobył Coupe de la Ligue.
| Sezon     | Klub               | Kraj     | Rozgrywki | Mecze | Gole | Rozgrywki Europy                    | Mecze | Bramki |
| --------- | ------------------ | -------- | --------- | ----- | ---- | ----------------------------------- | ----- | ------ |
| 2003      | CR Flamengo        | Brazylia | Série A   | 6     | 0    | –                                   | –     | –      |
| 2003      | Rio Claro FC       | Brazylia | Série C   | 0     | 0    | –                                   | –     | –      |
| 2004      | Bangu AC           | Brazylia | Série D   | 0     | 0    | –                                   | –     | –      |
| 2004      | Fluminense FC      | Brazylia | Série A   | 0     | 0    | –                                   | –     | –      |
| 2005      | CR Vasco da Gama   | Brazylia | Série A   | 4     | 0    | –                                   | –     | –      |
| 2005/2006 | Ascoli Calcio      | Włochy   | Serie A   | 0     | 0    | –                                   | –     | –      |
| 2006/2007 | Ascoli Calcio      | Włochy   | Serie A   | 0     | 0    | –                                   | –     | –      |
| 2007      | Duque de Caxias    | Brazylia | Série C   | 0     | 0    | –                                   | –     | –      |
| 2007/2008 | Rapid Bukareszt    | Rumunia  | Liga I    | 11    | 0    | Liga Europy UEFA                    | 2     | 0      |
| 2008/2009 | Rapid Bukareszt    | Rumunia  | Liga I    | 25    | 0    | Liga Europy UEFA                    | 1     | 0      |
| 2009/10   | Olympique Marsylia | Francja  | Ligue 1   | 3     | 0    | Liga Mistrzów UEFA Liga Europy UEFA | 0     | 0      |
| 2010/11   | Olympique Marsylia | Francja  | Ligue 1   | 0     | 0    | Liga Mistrzów UEFA                  | 0     | 0      |
| 2011/12   | Olympique Marsylia | Francja  | Ligue 1   | 0     | 0    | Liga Mistrzów UEFA                  | 1     | 0      |
| 2012/13   | Olympique Marsylia | Francja  | Ligue 1   | –     | –    | Liga Europy UEFA                    | –     | –      |

Stan na: 5 czerwca 2012 r.

### Reprezentacyjna
Andrade nigdy nie zagrał w żadnej kategorii wiekowych Canarinhos.

## Sukcesy
| Sezon | Klub               | Sukces              |
| ----- | ------------------ | ------------------- |
| 2007  | Rapid Bukareszt    | Superpuchar Rumunii |
| 2010  | Olympique Marsylia | Coupe de la Ligue   |
| 2010  | Olympique Marsylia | Ligue 1             |

## Osobiste
Ma także obywatelstwo portugalskie.